# Bernardino Ubaldini della Carda
Bernardino Ubaldini della Carda (* um 1390; †  29. Mai 1437 in Ferrara) war ein italienischer Condottiere, Graf von Apecchio und Herr von Casteldurante und Vespolate.

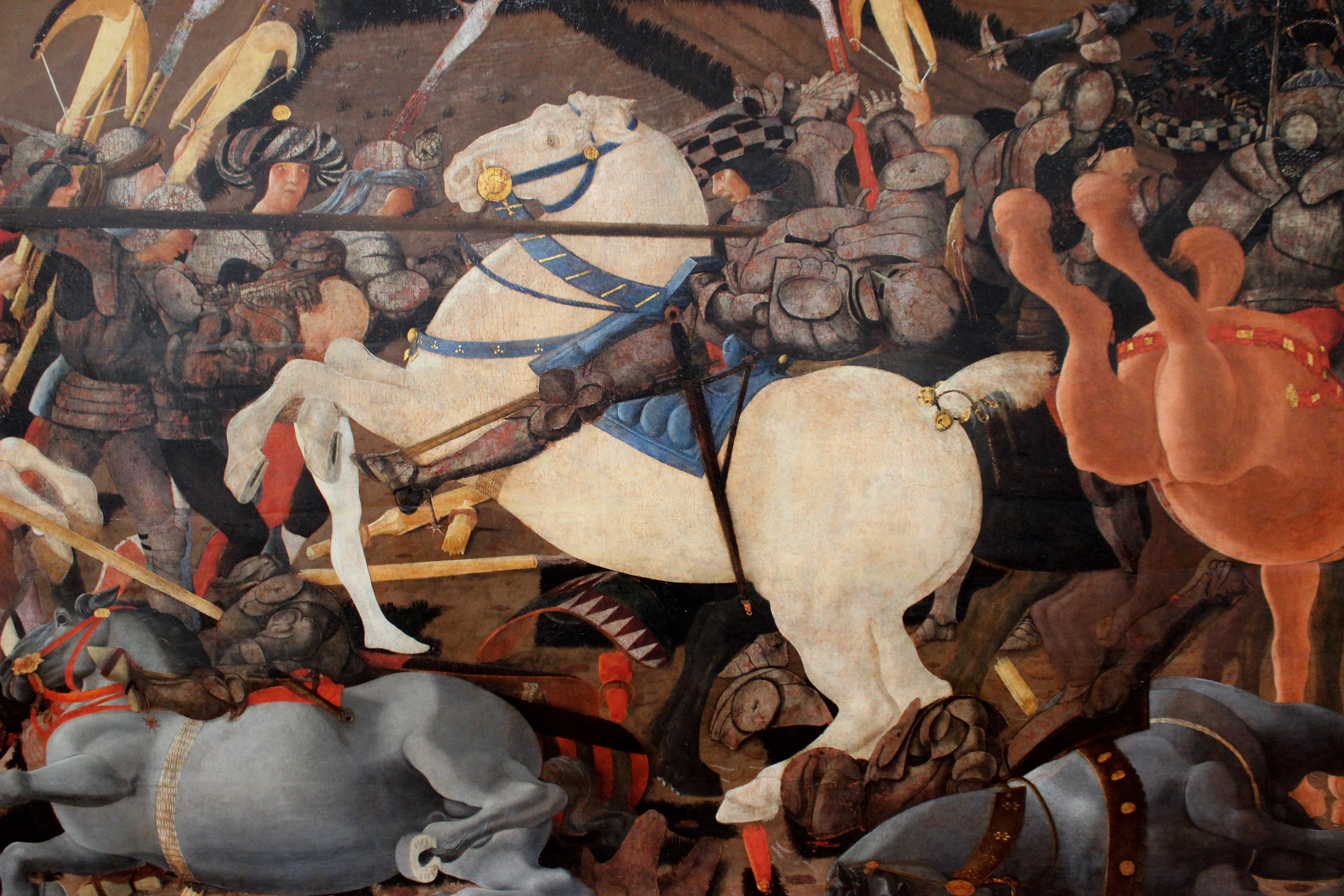
Bernardino Ubaldini della Carda, von Paolo Uccello in „Niederlage des Bernardino della Carda“, Leinwand des Triptychons „Die Schlacht von San Romano“

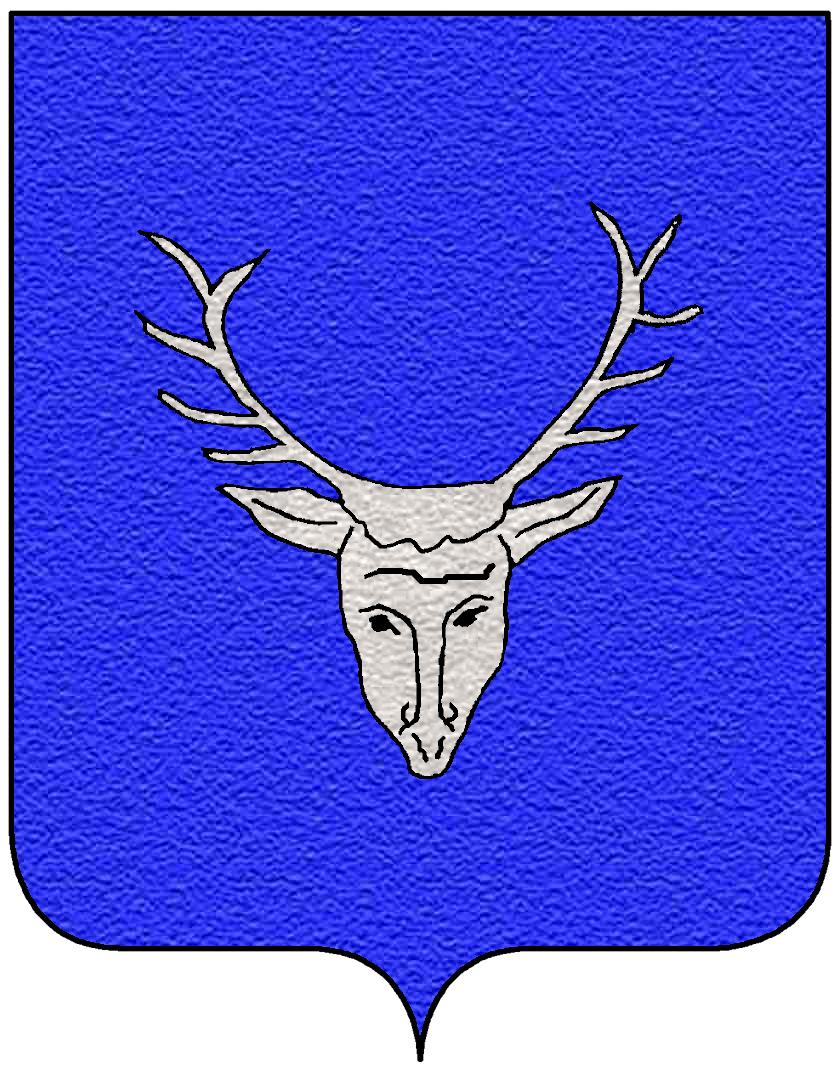
Wappen der Ubaldini della Carda

## Leben
Der Sohn des Söldnerhauptmanns Ottaviano Ubaldini (der 1410 Apecchio von Città di Castello eroberte) war Bürger von Gubbio und für seinen Mut bekannt, so dass die Republik Florenz ihm den Beinamen „Magnifico“ verlieh.
Bernardino Ubaldini war auch Söldnerkapitän und diente in den Kompanien der Montefeltro.
Zu den Schlachten, an denen er teilnahm gehören
- 1424 die Schlacht von Zagonara
- 1427 die Schlacht von Sommo (oder Castelsecco) und die Maclodio, wo die Truppen des Herzogs von Mailand Filippo Maria Visconti besiegt wurden.[2]
- 1430 die Schlacht von Serchio

Unter den Schlachten, an denen er teilnahm, ist die Schlacht von San Romano, die am 1. Juni 1432 zwischen der Republik Siena (für die Ubaldini kämpfte), der Republik Florenz und ihren jeweiligen Verbündeten stattfand, besonders in Erinnerung geblieben, vor allem durch das berühmte Gemälde, das Paolo Uccello ihr gewidmet hat.
1437 erkrankte er in der Festung Stellata schwer und starb am 29. Mai in Ferrara, wohin er gebracht worden war.

## Nachkommen
Einigen Quellen zufolge ist er der leibliche Vater von Federico da Montefeltro, dem 1422 geborenen zweiten Herzog von Urbino. Bernardino heiratete am 25. August 1420 Aura da Montefeltro, die leibliche Tochter von Guidantonio, die dann Federico als Sohn ihrer außerehelichen Affäre legitimieren ließ.
Seine Frau Aura gebar ihm im Jahr 1423 Ottaviano Ubaldini, ebenfalls Söldnerführer und Mitarbeiter Federicos, der ihn nach seinem Tod zum Vormund seines Sohnes Guidobaldo und zum Regenten des Herzogtums Urbino ernannte.

## Schlacht von San Romano (1432)

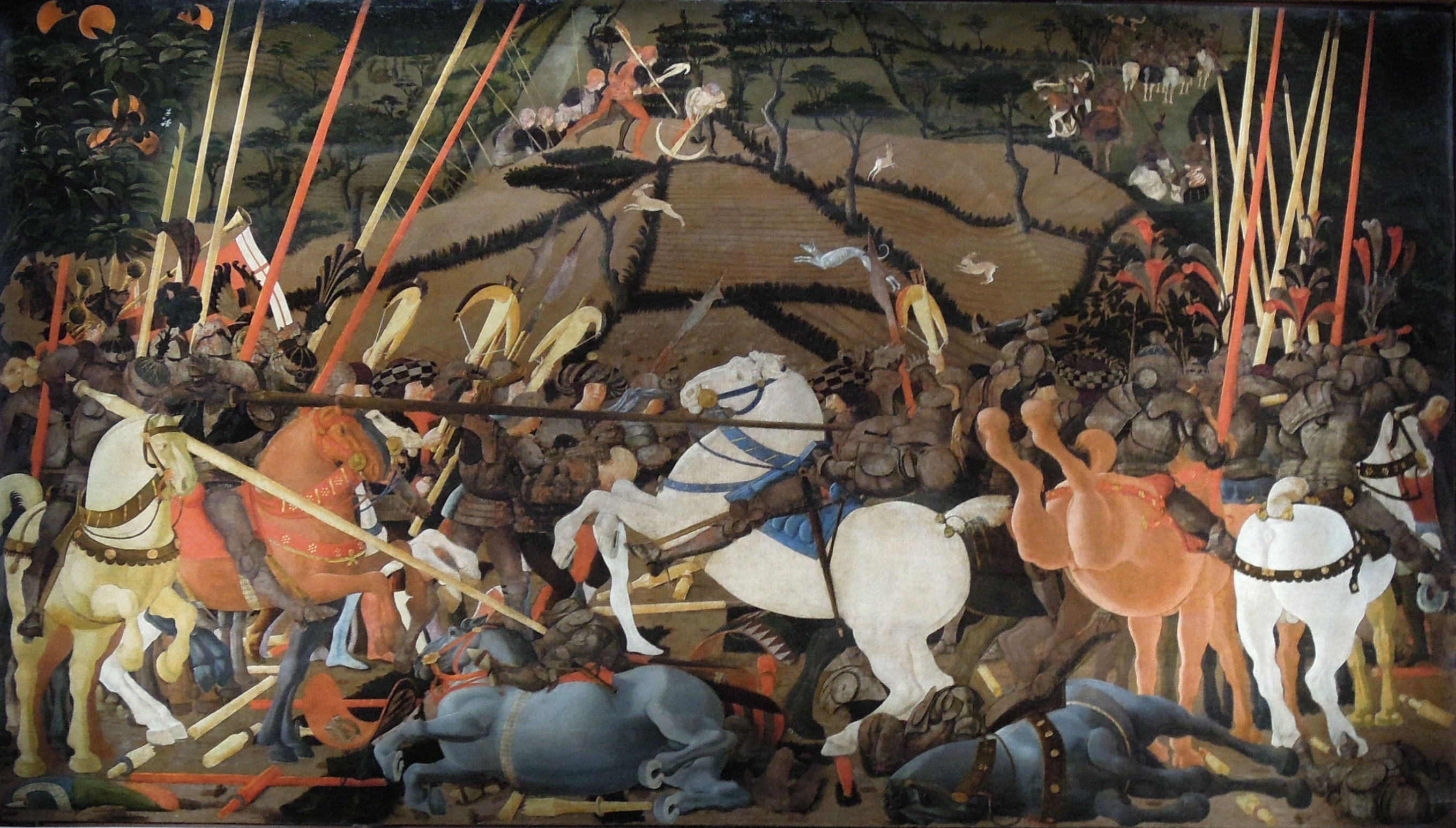
Die Niederlage von Bernardino della Carda, Tafel aus Paolo Uccellos Schlacht von San Romano, Uffizien, Florenz

Bernardino nahm an der berühmten Schlacht von San Romano teil, die am 1. Juni 1432 zwischen den von ihm angeführten Sienesen und den siegreichen Florentinern stattfand. Der Niederlage Bernardinos wurde in dem berühmten gleichnamigen Gemälde von Paolo Uccello verewigt.